# Eucleoteuthis
Genre
Eucleoteuthis est un genre de mollusques céphalopodes, plus particulièrement de calmars.

## Liste des espèces
- Eucleoteuthis luminosa (Sasaki, 1915)